# Campel
Campel korábbi község Franciaországban, Ille-et-Vilaine megyében. Lakosainak száma 458 fő (2018. január 1.). Campel Maxent, Bovel és Maure-de-Bretagne községekkel határos.
2017. január 1-jén Maure-de-Bretagne korábbi községgel egyesült és az így létrejött Val d’Anast új község része lett.

## Népesség
A település népességének változása:
| Lakosok száma | 412  | 419  | 394  | 396  | 403  | 505  | 487  | 493  | 493  | 458  |
|               | 1968 | 1975 | 1982 | 1990 | 1999 | 2011 | 2013 | 2015 | 2017 | 2018 |